# Ève Deboise
Ève Deboise est une réalisatrice et scénariste française.

## Biographie
Licenciée en droit et ancienne élève de l'École nationale supérieure des beaux-arts puis de la Fémis (département Scénario 1991), Ève Deboise a travaillé comme scénariste, notamment avec Rithy Panh, avant de passer à la réalisation au début des années 2000. Elle a également participé à la création de la série télévisée Une famille formidable.
Elle a été responsable d'un atelier scénario à la Fémis de 2001 à 2012.
Son premier long métrage, Paradis perdu, est sorti en juillet 2012.

## Filmographie

### Scénariste
- 1994 : Les Gens de la rizière de Rithy Panh
- 1996 : L'Élève d'Olivier Schatzky
- 1998 : Un soir après la guerre de Rithy Panh (+ dialoguiste)
- 1998 : Aller simple de Noël Burch
- 2000 : Une femme d'extérieur de Christophe Blanc
- 2000 : Capitaines d'avril de Maria de Medeiros (+ dialoguiste)

### Réalisatrice et scénariste

#### Longs métrages
- 2012 : Paradis perdu
- 2022 : Petite Leçon d'amour

#### Courts métrages
- 1998 : Nos traces silencieuses
- 2001 : Petite Sœur
- 2003 : Orphelins

## Distinctions

### Décoration
- Officier de l'ordre des Arts et des Lettres en 2021

### Récompenses
- 2009 : lauréate de la Fondation Gan pour le cinéma[4]
- 2013 : grand prix du Festival du Festival international du film de Jeonju (Corée du Sud) pour Paradis perdu